# Sumpfgraben (Seltzbach)
Der Sumpfgraben (Ruisseau le Sumpfgraben) ist ein knapp sechs Kilometer langer  rechter Zufluss des Seltzbaches im französischen Département Bas-Rhin in der Region Grand Est.

## Verlauf
Der Sumpfgraben entspringt auf einer Höhe von 205 m in den Nordvogesen am Nordrand der Forêt de Gunstett  südöstlich von Dieffenbach-lès-Wœrth. Er fließt zunächst in östlicher Richtung am nördlichen Saum der Forêt de Gunstett und schlägt dabei einen kleinen Bogen, danach gradlinig am Nordrand der Forêt de Gunstett entlang. Er erreicht dann das Sumpfgelände beim Weiskreuz und zieht nun in Richtung Südosten an der südlichen Gemeindegrenze von Hoelschloch entlang. Bei Weiherallmend, nordwestlich von Surbourg, erreichen ihn die Gleisanlagen der SNCF und er ändert seine Laufrichtung auf Nordosten, wobei ihm der Bahndamm parallel läuft. Der Sumpfgraben fließt nun durch eine Grünzone, wo ihn von beiden Seiten zahlreiche Wiesengräben speisen, und mündet schließlich östlich von Kutzenhausen auf einer Höhe von 150 m in den Seltzbach.